# Ingolf Lück

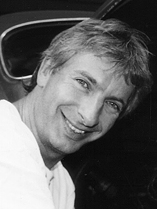
Ingolf Lück (2008)

Ingolf Guenter Lück (* 26. April 1958 in Bielefeld) ist ein deutscher Schauspieler, Synchronsprecher, Moderator, Komiker und Regisseur.

## Leben
Nach dem Abitur am Ratsgymnasium Bielefeld (1978) studierte Lück Germanistik, Philosophie und Pädagogik und spielte daneben beim FRAPP-Theater gemeinsam mit Andreas Liebold und Fritz Tietz Stücke wie Der Klassenfeind von Nigel Williams oder Und sie legten den Blumen Handschellen an von Fernando Arrabal. Mit Andreas Liebold gründete er außerdem die Zick-Zack-Theaterbande, ein Zirkustheaterprogramm für Kinder. 1982 gründete er das Rocktheater Das Totale Theater, mit dem er 1984/85 im Sprungbrett-Theater in Köln gastierte. Hier spielte er später mit dem damals noch unbekannten Hape Kerkeling in einem Programm. Engagements am Düsseldorfer Schauspielhaus, Schauspiel Bonn und Hamburger Schauspielhaus folgten.
Im Sprungbrett-Theater wurde er entdeckt und für die ARD-Musikvideosendung Formel Eins angeworben, die er ab Januar 1985 moderierte. Im Dezember des gleichen Jahres gab er vor Vertragsende die Sendung wieder ab. Während seiner Formel-Eins-Zeit spielte Lück in Der Formel Eins Film mit, obwohl die Rolle für seinen Vorgänger Peter Illmann geschrieben worden war. 1986 spielte Lück die Hauptrolle in der Hacker-Komödie Peng! Du bist tot!. Danach war er in verschiedenen Fernsehproduktionen wie Pssst … mit Harald Schmidt, Lücks Sketchsalat und Pack die Zahnbürste ein zu sehen. Von 1990 bis 1992 moderierte er die Reise-Spielshow 10 oder geh’n im ZDF. Der endgültige Durchbruch gelang ihm mit der Wochenshow, die von 1996 bis 2002 auf Sat.1 zu sehen war, in der er als Anchorman durch die Sendung führte. Des Weiteren spielte er in zahlreichen Sketchen mit.
Danach moderierte er von 2004 bis 2006 bei ProSieben die Show Die 100 nervigsten ..., die in loser Folge die Top-100 eines bestimmten Themenbereichs ermittelte. 2004 leitete er die kurzlebige Show FreiSpruch – Die Comedy-Jury, die wöchentlich aktuelle Ereignisse humorvoll analysieren sollte und schon nach sechs Folgen abgesetzt wurde. Darüber hinaus war er als Hauptdarsteller in der ProSieben-Comedy-Serie Das Büro und in der Sat-1-Sitcom Der Doc zu sehen. Lück war 2004 Moderator der Sendung TV total Turmspringen. 2006 moderierte er die Staffelproduktionen Darf man das? und Experiment Incognito bei Kabel eins.
2002 kehrte er nach sieben Jahren auf die Theaterbühne zurück. Mit dem Solostück Caveman unter der Regie von Esther Schweins feierte er Erfolge in Köln, Berlin und Umgebung. 2003 führte er das erste Mal nach einem Regieerfolg der Physiker 1977 (in einer Schulaufführung) wieder Regie: In dem kanadischen Stück Traumfrau Mutter (im Original: Mom’s the Word) erzählen sechs Frauen, wie es ist, plötzlich Mutter zu werden. Das Stück feierte Erfolge in Berlin, München, Hamburg, Österreich und der Schweiz. Ab Dezember 2005 spielte Lück in einem Musical: Als Kerzenleuchter Lumiere gehörte er zur Premierenbesetzung von Disneys Die Schöne und das Biest in Oberhausen. Seit 2007 ist er mit dem von ihm inszenierten Solo One Way Man auf Tournee. Er inszenierte 2009 die Nachfolgeproduktion von Traumfrau Mutter, Voll die Mutter – Traumfrau 2.
Zu Fußballwelt- oder Europameisterschaften moderierte er auch an Sendetagen des ZDF die Comedyshow Nachgetreten. 2007 moderierte er mit Julia Westlake Lachen macht Spaß im NDR Fernsehen. 2009 war er im Theater am Kurfürstendamm in Berlin und im Winterhuder Fährhaus in Hamburg in dem Stück Die 39 Stufen zu sehen. Er selbst spielt die Hauptrolle und führt die Regie in bisher 250 ausverkauften Vorstellungen. Im Januar und Februar 2010 ging Die 39 Stufen in Deutschland und Österreich auf Tournee. Seine Sketchcomedy Lucky Lück startete mit zunächst 12 Folgen im Oktober 2009 in Sat.1 Comedy. Im Januar 2010 war er in einer Folge der Schillerstraße zu Gast.
Mit seinem dritten Soloprogramm Zurück zu Lück ging er ab April 2010 auf Tournee. Es folgte die Lück-im-Glück-Tour 2010 und 2011. 2011 wurde die Wochenshow wiederbelebt, jedoch nach acht Folgen wieder eingestellt. Von 2012 bis 2014 war er mit der Ingolf Lück Show bei Antenne 1, Radio Regenbogen, Radio 7 sowie RPR1 im Radio zu hören. Im September 2014 spielte er die Uraufführung der Mediensatire Seite Eins – Theaterstück für ein Mann und ein Smartphone am Theater Gütersloh. Es folgten Gastspiele in Berlin, Hamburg und Köln. 2018 nahm Lück an der 11. Staffel der RTL-Show Let’s Dance teil, bei der er zusammen mit seiner Partnerin Ekaterina Leonova Sieger wurde. 2019 belegte er bei der dritten Staffel von Das große Promibacken Platz 3 und war im selben Jahr erstmals mit seinem vierten Soloprogramm sehr erfreut! zu sehen. Im April 2021 startete Lück die ZDF-Comedy Reihe Lunchtime Punchline mit wechselnden jungen Comedians. 2023 und 2024 spielte Lück in der musikalischen Komödie Brauchen Sie ne Quittung? den Taxifahrer Sebastian alias „Jeremy Cooper“. Die Musik zum Stück wurde von Grammy-Preisträger Harold Faltermeyer geschrieben.
Ingolf Lück hat zwei Kinder und lebt in Köln. Seine Tochter Lily ist Schauspielerin. Er ist Schirmherr der Stiftung „Augenblicke“, die sich um Eltern von Kindern mit Spina bifida und/oder Hydrocephalus kümmert, Gründungsmitglied im Verein „Hand in Hand for Africa“, Pate des Kinderhospizes Bethel und im Stiftungsrat der Neighbours Stiftung.

## Auszeichnungen
- 1999: Romy Beste Programmidee für Die Wochenshow
- 1999: Deutscher Comedypreis: Beste Comedyshow für Die Wochenshow
- 2000: Die spitze Feder für Die Wochenshow[9]
- 2014: Deutscher Comedypreis Ehrenpreis
- 2016: Verdienstorden des Landes Nordrhein-Westfalen[10]

## Filmografie

### Kino und Fernsehen
- 1985: Der Formel Eins Film
- 1987: Der Fahnder
- 1987: Peng! Du bist tot!
- 1990er Jahre: Anti-AIDS-Werbung („Tina, wat kosten die Kondome?“) mit Hella von Sinnen
- 1990: Von Zeit zu Zeit
- 1991: Der Verführer
- 1992: Otto – Der Liebesfilm
- 1994–1995: Einsatz für Lohbeck
- 1995: Die Drei
- 1996: Drei Mann im Bett
- 1996: Tatort: Tod im All
- 1997: Der Pirat
- 1997: Wildbach
- 1998: Zärtliche Begierde
- 1998: Kein Mann für eine Nacht
- 1998: Varell & Decker
- 1999: Bang Boom Bang – Ein todsicheres Ding
- 1999: Black Souls
- 2000: Thrill – Spiel um Dein Leben
- 2001: Zum Glück verrückt – eine unschlagbare Familie
- 2002: Broti & Pacek (Südlich der Gürtelschnalle)
- 2003: Crazy Race
- 2004: Mein Bruder ist ein Hund
- 2004: Stefanie: Comeback
- 2004–2005: Bewegte Männer (Das Wunder von Köln, Die Party)
- 2005: Die Schokoladenkönigin
- 2006: Crazy Race 3 – Sie knacken jedes Schloss
- 2006: Pastewka (Der Unfall, Die Einweihungsparty)
- 2006: Anja & Anton
- 2007: Deutschland ist schön
- 2007: Moppel-Ich
- 2017: Das Wasser des Lebens
- 2023: Das Traumschiff: Vancouver, Utah
- 2024: Jenke. Zeitreise.
- 2025: In aller Freundschaft (Cosi fan tutte)

### Show und Comedy
- 1985: Formel Eins (Moderator, 42 Folgen)
- 1986: Lücks Comedy Cocktail (6 Folgen)
- 1987: Lücks Zeitlupe (6 Folgen)
- 1987–1989: Hut Ab (11 Folgen)
- 1988: Lücks Sketchsalat (6 Folgen)
- 1990–1993: Pssst … (72 Folgen)
- 1992–1993: Die Gong Show (26 Folgen)
- 1992–1995: 10 oder gehen (21 Folgen)
- 1995: Nobody is Perfect (52 Folgen)
- 1995–1996: Pack die Zahnbürste ein (11 Folgen)
- 1995–1997: Traumtänzer (9 Folgen)
- 1996: Wer kann der kann (6 Folgen)
- 1996–2002: Die Wochenshow (220 Folgen)
- 1997: No Sports (9 Folgen)
- 1998: Stars in der Manege (Zirkusdirektor, 2 Folgen)
- 1999: Voll Witzig (Moderator, 46 Folgen)
- 2000: Der DOC – Schönheit ist machbar (Rolle: Konrad Arnold, 9 Folgen)
- 2001: C.O.P.S – Die Pannenshow (Rolle: Großcop Lück, 4 Folgen, mit Bernhard Hoëcker)
- 2001: C.O.P.S – Best of TV (Rolle: Großcop Lück, 12 Folgen)
- 2002: Ein roter Teppich für … Brigitte Mira
- 2003–2006: Die 100 Nervigsten… (10 Folgen)
- 2003–2004: Das Büro (Rolle: Arnulf Behrensen, 20 Folgen)
- 2004–2008: Nachgetreten zu WM 06 und EM 08 (24 Folgen)
- 2004: Freispruch – Die Comedy Jury (8 Folgen);
- 2006: Best of Formel 1 (35 Folgen)
- 2005–2006: Typisch Frau – Typisch Mann (sechs Folgen)
- 2006–2007: Darf man das? (elf Folgen)
- 2007: Experiment Inkognito (vier Folgen)
- 2009: SatireGipfel
- 2010: Lucky Lück
- 2010: SatireGipfel
- 2011: Arosa Humor-Festival
- 2011: Die Wochenshow (acht Folgen)
- 2012: Wir lieben....(sechs Folgen)
- 2013: So lacht NRW
- 2013: 21 Dinge (drei Folgen)
- 2014: Comedy mit Karsten (Gastauftritte)
- 2015: Mit Lück durchs Land (vier Folgen)
- 2016: Unser Westen[11]
- 2017: Unser Westen (14 Folgen)
- 2017–2019: Genial daneben (drei Folgen)
- 2018: Let’s Dance (RTL-Tanzshow, Sieger)
- seit 2018: Wer hätte das gedacht?! (WDR)
- 2018–2020: Genial daneben – Das Quiz (neun Folgen)
- 2018: Comedy Roast Show des MDR
- 2019: Das große Promibacken (Backshow, Platz 3)
- 2020: Pretty in Plüsch (Gastauftritt)
- 2021: Lunchtime Punchline (ZDF Comedy)
- 2021: Buchstaben Battle (Sat.1)
- 2021: Murmel Mania (RTL)
- 2022: Die Passion (RTL) (Gastauftritt)

### Regie
- 2003: Traumfrau Mutter
- 2007: One Way Man
- 2007: Ham se noch Hack? Tim Mälzer Tour
- 2008–2017: Die 39 Stufen
- 2009: Traumfrau Mutter (II)
- 2010: Zurück zu Lück
- 2010: Lück im Glück
- 2012: Traumfrau Mutter Reloaded
- 2014: Ach Lück mich doch

### Synchronrollen
- 1998: Dr. Dolittle (Rolle: Ratte)
- 1999: Tobias Totz (Rolle: Verbrecher)
- 2000: Chicken Run (Rolle: Rocky)
- 2001: Der kleine Eisbär (Rolle: Vater Mika)
- 2003: In einem Land vor unserer Zeit (10) (Rolle: Vater)
- 2004: Scooby Doo 2 (Rolle: Scooby Doo)
- 2005–2017: Der kleine Eisbär (Rolle: Vater Mika)[12]

## Theater und Musical
- 1984: Revolte im Erziehungshaus (Rolle: Bruno), Stadttheater Bielefeld
- 1986: Totenfloß (Rolle: Checker), Schauspielhaus Düsseldorf
- 1988: Gorbatschow muss sterben, Alte Oper Frankfurt[13]
- 1989: Talk Radio (Rolle: Barry Champlain), Hamburger Schauspielhaus
- 1997: Varieté Dortmund, Bochum, Essen, Montreux
- 2002: Caveman (Rolle: Tom), Köln, Berlin, Bonn, Paderborn, Gelsenkirchen
- 2006–2007: Die Schöne und das Biest (Rolle: Lumiere), Metronom-Theater Oberhausen
- 2007: One Way Man (Rolle: Frank), Berlin, Stuttgart, Köln, Basel (CH) u. a.
- 2008: Die 39 Stufen (Rolle: Richard Hannay), Theater am Kurfürstendamm
- 2010: Zurück zu Lück!-Tour
- 2010–2011: Die 39 Stufen-Tour
- 2011–2013: Lück im Glück-Tour
- 2013: Dierk Gewesen und die glorreichen Sechs (Rolle: Kommissar Gewesen), Kulturbrauerei Berlin
- 2014: Ach, Lück mich doch!-Tour
- 2014: Seite Eins – Stück für einen Mann und ein Smartphone (Rolle: Marco),[14] Theater Gütersloh
- 2016: Das Abschiedsdinner, Komödie Winterhuder Fährhaus/Hamburg[15]
- 2017: Das Abschiedsdinner, Komödie am Kurfürstendamm/Berlin[16]
- 2016–2017: Unsere Frauen, Theater am Dom/Köln,[17] Theater im Rathaus/Essen,[18] Comödie Dresden[19]
- 2017: Die 39 Stufen, Komödie am Kurfürstendamm/Berlin[20]
- 2017: Der Messias, Contra Kreis Theater Bonn[21]
- 2019: Sehr erfreut! Die Comedy-Tour
- 2023: Brauchen Sie ne Quittung? Musikalische Komödie von René Heinersdorff und Harold Faltermeyer, Schlosstheater Neuwied[22]
- 2024: Seite Eins. Theaterstück für einen Mann und ein Smartphone[23]
- 2024–2025: Sehr erfreut! Die Comedy-Tour[24]

## Hörbücher
- Michael Gerber: Barry Trotter und die schamlose Parodie, Der Audio Verlag, ISBN 3-89813-300-1
- Hans de Beer: Kleiner Eisbär, cocomico records[25]